# Livia
Livia ist ein weiblicher Vorname.

## Herkunft und Bedeutung
Livia ist die weibliche Form von Livius. „Livius“ kann ein Mitglied des römischen Geschlechts der Livier bezeichnen oder sich vom lateinischen Adjektiv „lividus“ („bläulich“, „missfarben“; metaph. „neidisch“) ableiten. Außerdem kann Livia eine Form von Olivia sein, einer Figur aus Shakespeares Komödie Was ihr wollt; Ableitungen zu „Olive“ oder „Oliver“ sind nicht gesichert. 

## Häufigkeit
Livia ist in Deutschland ein sehr selten vergebener Vorname. In der deutschsprachigen Schweiz war der Vorname Livia im Jahr 2008 unter den 20 häufigsten Vornamen für Neugeborene.

## Namenstag
Namenstag ist der 13. November.

## Verwandte Formen
Liv, Liva, Olivia

## Bekannte Namensträgerinnen
Antike
- Livia, römische Aristokratin im 1. Jh. v. Chr. und Tochter des Marcus Livius Drusus
- Livia Drusilla (58 v. Chr.–29 n. Chr.), dritte Ehefrau des römischen Kaisers Augustus (siehe auch: Portikus der Livia, Villa di Livia und Casa di Livia)
- Livilla (um 13 v. Chr.–31 n. Chr.), auch Livia Julia genannt, römische Aristokratin und Tochter des älteren Drusus und der jüngeren Antonia
- Iulia Livia (5 n. Chr.–43 n. Chr.), römische Aristokratin und Tochter des Tiberius Drusus Iulius Caesar und der Livilla
- Livia Medullina, Verlobte des römischen Kaisers Claudius um die Zeitenwende
- Livia Orestilla, zweite Frau des römischen Kaisers Caligula (37 oder 38 n. Chr.)

Neuzeit
- Livia Altmann (* 1994), Schweizer Eishockeyspielerin
- Livia Brunmair (* 2003), österreichische Fußballspielerin
- Lívia Dobay (1912–2002), ungarische Opernsängerin (Sopran)
- Livia Frege (1818–1891), deutsche Sängerin und Mäzenatin
- Livia Gerster (* 1990), deutsche Journalistin und Autorin
- Livia Giuggioli (* 1969), italienische Filmproduzentin
- Lívia Gyarmathy (1932–2022), ungarische Filmregisseurin und Drehbuchautorin
- Lívia Járóka (* 1974), ungarische Politikerin und Mitglied des Europäischen Parlaments
- Livia Kádár (1894–1985), ungarische Graphikerin
- Livia Kaiser (* 2004), Schweizer Eiskunstläuferin
- Livia Klausová (* 1943), tschechische Volkswirtin und Diplomatin
- Livia Klingl (* 1956), österreichische Journalistin und Publizistin
- Livia Kubach (* 1966), deutsche Bildhauerin
- Lívia Kuľková (* 1995), slowakische Fußballnationalspielerin
- Livia Lang (* 1994), österreichische Synchronschwimmerin
- Livia Leu (* 1961), Schweizer Diplomatin
- Livia Matthes (* 1990), deutsche Schauspielerin
- Lívia Mossóczy (1936–2017), ungarische Tischtennisspielerin
- Livia von Plettenberg (* 1988), österreichische Kickboxerin, Mixed-Martial-Arts-Kämpferin, CrossFit-Athletin und -Trainerin, American-Football-Spielerin und Psychologin
- Livia Prüll (* 1961), deutsche Medizinerin, Geschichtswissenschaftlerin und Medizinhistorikerin
- Livia S. Reinhard (* 1974), deutsche Schauspielerin
- Livia Turco (* 1955), italienische Politikerin (L'Ulivo-DS)
- Livia Viitol (* 1953), estnische Lyrikerin, Übersetzerin und Kritikerin
- Livia Käthe Wittmann (* 1938), deutsche Literaturwissenschaftlerin

Zwischenname
- Augustina Livia Pietrantoni (1864–1894), italienische Nonne und Heilige